# سناء سعيد
سناء سعيد (بالإنجليزية: Sana Saeed)‏ أو (سنا سعيد) ولدت في (22 من سبتمبر) عام (1988) بمدينة مومباي بالهند، هي ممثلة وعارضة هندية بدأت مسيرتها في بوليوود وهي طفلة في سن العاشرة في الفيلم الشهير كوتش كواش هوتا هي، وبعد ذلك مثلت في فيلمين متتاليين، فيلم (Har Dil Jo Pyar Karega) وفيلم (Badal) وكلاهما في صدرا عام 2000. وفي عام 2008 تم استدعائها لبرامج تلفزيونية. إلى أن تم استدعائها في عام 2012 من قبل المخرج كاران جوهر لدور أساسي في فيلمه طالب السنة إلى جانب مجموعة من الوجوه الجديدة كالممثلة عاليا بهات والممثلين سيدهارت مالهوترا وفارون دهاوان، وكانت قصة الفيلم تتمحور حول تلاميذ يسعون للفوز بجائزة طالب السنة، وقد عرف الفيلم نجاحا باهرا في شباك التذاكر. ظهرت بعد ذلك في العديد من برامج الواقع بما في ذلك (Jhalak Dikhhla Jaa) في عام 2013 و(Nach Baliye) في عام 2015 و(Fear Factor: Khatron Ke Khiladi) في عام 2016.

## أفلامها
| سنة  | الفيلم                 | دور          | ملاحظات                              |
| ---- | ---------------------- | ------------ | ------------------------------------ |
| 1998 | كوتش كوتش هوتا هي      | أنجالي خانا  | جائزة أفضل دور طفلة                  |
| 2000 | Har Dil Jo Pyar Karega | أنجالي       | جائزة أفضل دور طفلة                  |
| 2000 | Badal                  | بريتي        | جائزة أفضل دور طفلة                  |
| 2012 | طالب السنة             | تانيا إسراني |                                      |
| 2014 | Fugly                  | نفسها        | ظهور خاص قي أغنية "Lovely Jind Wali" |